# Нико Йовков
Нико Танасков Йовков е български революционер, деец на Вътрешна македоно-одринска революционна организация.

## Биография
Роден е в 1879 година в дебърското село Селци, тогава в Османската империя. Брат е на Арсени Йовков. Завършва българската гимназия в Битоля и работи като учител в Гари, Селце и други дебърски села, като същевременно полага основите на революционната комитетска мрежа в Дебърско. По време на Илинденско-Преображенското въстание е начело на чета. При село Мраморец е ранен в коляното и остава да прикрива оттеглянето на четата, при което загива.